# Аматов, Афанасий Макарьевич
Афана́сий Мака́рьевич Ама́тов (1796 — 5 [17] июля 1848, Москва) — русский скрипач. Известный московский скрипач 20-х — 40-х годов XIX века — солист, ансамблист, концертмейстер оркестра Большого театра, педагог.

## Биография и деятельность
Афанасий Макарьевич Аматов в 1820—1822 гг. был крепостным музыкантом просвещённого помещика С. С. Хлюстина. Сведения о его образовании не сохранились. В имении Хлюстина Троицкое Медынского уезда Калужской губернии Аматов исполнял «музыкальные дуэты», составил оркестр из детей крепостных, которых обучал музыке. В 1822 г. получил вольную.
Выступал как солист в Москве, в том числе вместе с пианистом Дж. Фильдом (1822 г.), скрипачами А. Буше (1823 г.), Ф. Давидом (1832 г.), И. П. (Дж.) Грасси, И. И. Иоганнисом. Прославился как «превосходнейший скрипач». Его приглашали играть балетные соло в постановках Московских императорских театров, Ф. Сор специально для него написал соло в балете «Альфонс и Леонора, или Любовник-живописец» (постановка состоялась в 1824 г. на сцене Малого театра).
С 1828 г. А. М. Аматов преподавал игру на скрипке и генерал-бас в Благородном пансионе при Московском университете. В 1831 г. был принят в штат Большого театра как концертмейстер оркестра и дирижёр. Играл на скрипке и альте в ансамблях, в том числе в камерных собраниях Ф. Кс. Гебеля (1834 г.). В 1846 г. участвовал в исполнении квартетов op. 59 Л. ван Бетховена, посвящённых графу А. К. Разумовскому (так называемые Русские квартеты). Концертировал до конца жизни.
Умер от холеры.